# Долго Брдо при Млиншах
Долго Брдо при Млиншах (словен. Dolgo Brdo pri Mlinšah) је насељено место у општини Загорје об Сави, Засавска регија, Словенија.

## Историја
До територијалне реорганизације у Словенији било је у саставу старе општине Загорје об Сави.

## Становништво
У попису становништва из 2011. године, Долго Брдо при Млиншах имало је 54 становника.
| Број становника према пописима | Број становника према пописима | Број становника према пописима |
| ------------------------------ | ------------------------------ | ------------------------------ |
| 1991                           | 2002                           | 2011                           |
| 25                             | 50                             | 54                             |

Напомена: До 1953. исказивано под именом Долго Брдо. Године 2014. повећан за део насеља Кандрше.